# Devuška s charakterom
Devuška s charakterom (Девушка с характером) è un film del 1939 diretto da Konstantin Konstantinovič Judin.